# Trichoridia junctura
Trichoridia junctura är en fjärilsart som beskrevs av George Francis Hampson 1894. Trichoridia junctura ingår i släktet Trichoridia och familjen nattflyn. Inga underarter finns listade i Catalogue of Life.